# Casato di Iturbide

Stemma del Casato di Iturbide

Il Casato di Iturbide è una famiglia di antichissime origini, risalenti al medievale Regno di Navarra, infatti in lingua basca il lemma iturbide significa "canale" o "acqua che scorre". Fu elevata a rango nobiliare nel 1432, quando il re d'Aragona Giovanni II nominò Martin de Iturbide Principe.
Passò alla storia in particolare per il suo più celebre componente: Agustín I del Messico, che fu imperatore del Messico tra il 1821 e il 1823. L'attuale capo della casa è Massimiliano di Götzen-Iturbide, discendente del Principe Salvador del Messico, che vive in Australia con la sua famiglia.

## Genealogia

### Discendenza di Agustín I
- Agustín Jerónimo de Iturbide y Huarte (1807–1866) Imperatore titolare del Messico (1824-1864)
  - Jesusa de Iturbide y Fernández de Piérola (1842–1914)
    - Pedro José Nicolás de Piérola Iturbide (1862-1886)
    - Eva María de Piérola Iturbide (1863-1919)
    - Raquel de Piérola Iturbide (1865-1886)
    - Adán Jesús Isaías de Piérola Iturbide (1866-1935)
    - Luis Benjamín de Piérola Iturbide (1867-1868)
    - Benjamín Amadeo de Piérola Iturbide (1868-1945)
    - Jesusa María Salomé Victoria de Piérola Iturbide (1870-1896)
      - figli con discendenza
        - Jorge Nicolás de Piérola Gabriel (1977)
        - Claudio André de Piérola Gili (1987)
- Sabina María de Iturbide y Huarte (1810–1871)
- Juana María Francisca de Iturbide y Huarte (1812–1828)
- Josefa de Iturbide y Huarte (1814–1891)
- Ángel María José de Iturbide y Huarte (1816–1872)
  - Agustín de Iturbide y Green (1863–1925) (adottato da Massimiliano I del Messico) Imperatore titolare del Messico (1867-1925)
- María de Jesús de Iturbide y Huarte (1818–1849)
- María de los Dolores de Iturbide y Huarte (1819–1820)
- Salvador María de Iturbide y Huarte (1820–1856)
  - Salvador de Iturbide y Marzán (1849–1895) (adottato da Massimiliano I del Messico)
    - Maria Josepha Sophia de Iturbide (1872–1949) Imperatrice titolare del Messico (1925-1949)
      - Baronessa Maria Anna Tunkl-Iturbide (1909-1962) Imperatrice titolare del Messico(1949-1962)
      - Baronessa Maria Gisella Tunkl-Iturbide (1912-1999) Imperatrice titolare del Messico (1962-1999)
        - Conte Maximilian von Götzen-Iturbide (1944) Imperatore titolare del Messico (1999-)
          - Ferdinand von Götzen-Iturbide (1992)
          - Emmanuella von Götzen-Iturbide (1998)

        - Contessa Emmanuella von Götzen-Iturbide (1945)
          - Nicholas McAulay (1970)
          - Edward McAulay (1973)
          - Augustin McAulay (1977)
          - Patrick McAulay (1979)
          - Phillip McAulay (1981)
          - Camilla McAulay (1982)
          - Gisella McAulay (1985)

    - Maria Gisella de Iturbide (1874-1875)
    - Maria Theresa de Iturbide (1876-1915)
- Felipe Andrés María Guadalupe de Iturbide y Huarte (1822–1853)
- Agustín Cosme de Iturbide y Huarte (1825–1873)